# Younan Hano
Benedict Qusay Mubarak Abdullah Younan Hano (* 10. September 1982 in Baghdida, Irak) ist ein syrisch-katholischer Geistlicher und Erzbischof von Mosul.

## Leben
Younan Hano absolvierte zunächst eine Krankenpflegeausbildung und nahm anschließend seine Priesterausbildung am Priesterseminar in Baghdad auf. Später setzte er seine Studien im Libanon fort und erwarb an der Heilig-Geist-Universität Kaslik Abschlüsse in Philosophie und Theologie. Am 29. Juni 2011 empfing er durch den Erzbischof von Mosul, Boutros Moshe, in der Großen al-Tahira-Kirche in Baghdida das Sakrament der der Priesterweihe für die Erzeparchie Mosul. Moshes Vorgänger Basile Georges Casmoussa hatte Younan Hano zuvor am 20. Dezember 2010 in der Johanneskirche von Baghdida die Diakonatsweihe gespendet.
Nach der Priesterweihe war er in der Pfarrseelsorge und als persönlicher Sekretär des Erzbischofs tätig. Nach dem Einmarsch islamistischer Terroristen in die Ninive-Ebene war er im Flüchtlingslager an der Mart-Schmoni-Kirche in Erbil tätig. Anschließend war er für zwei Jahre Protosynkellos der Erzeparchie. Neben anderen seelsorglichen und Lehraufgaben war er Kurator eines Radioprogramms, Vertreter der irakischen Kirche im Rat der Kirchen des Nahen Ostens und Mitarbeiter des interrituellen Kirchengerichts von Erbil. 2019 ging er nach Rom, um in biblischer Theologie zu promovieren.
Die Synode der syrisch-katholischen Kirche wählte ihn zum Erzbischof von Mosul. Papst Franziskus bestätigte die Wahl am 7. Januar 2023. Der syrisch-katholische Patriarch von Antiochia, Ignatius Joseph III. Younan, spendete ihm am 3. Februar desselben Jahres in der Großen al-Tahira-Kirche in Baghdida die Bischofsweihe.